# Louis Aliot
Louis Aliot (Toulouse, 4 september 1969) is een Frans politicus van het Rassemblement national (RN, voorheen Front national). Sinds 2020 is hij burgemeester van Perpignan.

## Levensloop
Aliot begon zijn politieke carrière als lid van de Conseil régional van Midi-Pyrénées (1998-2010) en van Languedoc-Roussillon (2010-2015) en secretaris-generaal van het Front national (2005-2010). In 2008 werd hij verkozen tot de gemeenteraad van Perpignan.
In 2014 werd hij verkozen tot lid van het Europees Parlement. In 2017 trad hij af na zijn verkiezing als lid van de Nationale Vergadering voor de tweede kieskring van Pyrénées-Orientales. Sinds 2020 is hij burgemeester van de gemeente Perpignan. Sinds 2022 is hij ook lid van de Conseil départemental van Pyrénées-Orientales voor het kanton Perpignan-5.
Tijdens het RN-congres dat volgde op de Franse presidentsverkiezingen 2022 verloor hij de verkiezing voor partijvoorzitter van Jordan Bardella. Sindsdien is hij eerste ondervoorzitter.

## Privé
Vanaf 2009 had Alliot een relatie met Front national-boegbeeld Marine Le Pen; zij gingen in 2019 uit elkaar.
- Bibliothèque nationale de France: cb14512801t (data)
- Gemeinsame Normdatei: 1154658848
- International Standard Name Identifier: 0000 0000 4320 4733
- Library of Congress Control Number: no2003128599
- Nationale Bibliotheek van Israël: 987008729221505171
- Nationale Bibliotheek van Polen: a0000002994615
- Système universitaire de documentation: 069092508
- Virtual International Authority File: 24834072
- WorldCat: E39PBJr3w9pFKRCttfDKG9VKVC